# 擬人法
擬人法（ぎじんほう、または活喩法、（ギリシャ語：προσωποποιία, Prosopopoeia, 「面」「人」「作ること」の意味）とは、狭義には、動物あるいは生命のない物体に人間の特性を持たせる、または、擬人観の言葉で語る修辞技法のこと。クインティリアヌスは擬人法の力について、「神々を天上から下ろし、死者を蘇らせ、町や国に声を与える」と述べている。
- Th' expense of spirit in a waste of shame

Is lust in action; and, till action, lust
Is perjured, murd'rous, bloody, full of blame,
Savage, extreme, rude, cruel, not to trust;
Enjoyed no sooner but despised straight;
Past reason hunted, and no sooner had,:
Past reason hated, as a swallowed bait.
-- ウィリアム・シェイクスピア『ソネット集』129（太字部分では「lust（情欲）」が擬人化されている）

## 広義のProsopopoeia
Prosopopoeiaは物だけに限らない。本来のProsopopoeiaの定義は、「話者・筆写が他人または物として語ることで聴き手・読み手に伝達する修辞技法」となる。
Prosopopoeiaはおもに、叙述する行為について別の見方を与えるのに用いられる。たとえば、キケロは『カエリウス弁護（Pro Caelio）』の中で厳格な老人アッピウス・クラウディウス・カエクスになって語っている。これは原告の行為について「古い時代の」見方を与えることに役立っている。擬人法はさらに架空の人・物の視点から語ることで、話し手の責任をいくらか軽減することもできる。聴き手は話し手自身よりもこの架空の人・物に向かう傾向があるからである。
具体的な例を挙げれば、検察官が陪審員に対して、殺された被害者が「証拠を通して我々に語っている」とほのめかすことがある。アメリカ合衆国上院議員になる前のジョン・エドワーズはそれで有名な人物だが、エドワーズはある事件で、欠陥プール配水管のせいで死んでしまった少女の家族になって論じた。